# San Leucio (Caserta)
San Leucio is een plaats (frazione) in de Italiaanse gemeente Caserta. 
In San Leucio staat het 18e-eeuws gebouwencomplex Belvedere di San Leucio: een voormalige industriële kolonie met een eigen paleis voor de Bourbonkoningen, het Palazzo Belvedere.

## Geschiedenis
San Leucio is niet alleen opmerkelijk vanwege zijn historische achtergrond, maar ook vanwege zijn rol in de industriële geschiedenis van Europa. Het project dat Karel VII van Napels en zijn minister Bernardo Tanucci in gang hebben gezet, vertegenwoordigde een vroege poging tot industrialisatie, waarbij technologische innovatie werd gecombineerd met sociale hervormingen.
Het concept van San Leucio als een "Real Colonia dei Setaioli" (de Koninklijke Kolonie van Zijde Wevers) illustreert niet alleen de ambitie van de vorst om economische vooruitgang te bevorderen, maar ook zijn streven naar een betere behandeling van arbeiders. Het feit dat de arbeiders een bevoorrechte status genoten en waren voorzien van een modern sociaalzekerheidsstelsel was uitzonderlijk voor die tijd. Dit aspect van het project weerspiegelt een vroeg voorbeeld van sociale verantwoordelijkheid binnen de industriële context.
Bovendien is het interessant om te benadrukken dat San Leucio niet alleen een productiecentrum was, maar ook een geplande gemeenschap. De ontwerpen voor Ferdinandopoli, de beoogde nieuwe stad, getuigen van de ambitie om een geheel nieuwe leefomgeving te creëren, die verder ging dan alleen industriële belangen. Helaas werd dit ambitieuze plan onderbroken door de Franse invasie van 1799, waardoor de volledige realisatie ervan werd belemmerd.
Tijdens de Franse overheersing van 1806 tot 1815 kende San Leucio echter nog verdere groei. Dit wijst op de veerkracht van het project en zijn vermogen om zich aan te passen aan veranderende politieke omstandigheden. Het illustreert ook de invloed van externe factoren op de ontwikkeling van industriële centra in de vroegmoderne periode.